# ماريان نوارا
ماريان نوارا (بالبولندية: Marian Nowara)‏ هو لاعب كرة قدم بولندي في مركز الهجوم، ولد في 6 ديسمبر 1935 في بيطوم في بولندا. شارك مع منتخب بولندا لكرة القدم. أما مع النوادي، فقد لعب مع ليغيا وارسو.

## وصلات خارجية
- ماريان نوارا على موقع قاعدة بيانات كرة القدم.إي يو (الإنجليزية)
- ماريان نوارا على موقع عالم كرة القدم.نت (الإنجليزية)